# Sort brøleabe
Den sorte brøleabe (Alouatta caraya) er en art i slægten brøleaber blandt vestaberne.

## Beskrivelse
Ligesom andre medlemmer af slægten er sorte brøleaber forholdsvis store og kraftige primater. Hanner har en kropslængde (hoved og krop) mellem 50 og 65 cm samt en gennemsnitlig vægt på 6,7 kg. Hunner er i gennemsnit 48 cm lange og vejer 4,4 kg. Hanner og hunner adskiller sig også ved pelsfarven. Mens hanner er helt sorte har hunner en gulbrun til olivenfarvet pels.
Artens udbredelsesområde strækker sig over det centrale og sydlige Brasilien, østlige Bolivia, østlige Paraguay, nordøstlige Argentina og nordlige Uruguay. Sort brøleabe foretrækker tørre løvskove og andre områder med træer, men den lever også på savanner som Cerradoen.
Denne primat er aktiv om dagen og lever normalt i træerne, men går også ned på jorden. Den bevæger sig normalt langsomt og hopper sjældent. Sort brøleabe danner grupper af sædvanligvis 5 til 9 individer (sjældent op til 19) som består af cirka lige mange hanner som hunner. Hver morgen brøler de og meddeler på den måde deres position for andre flokke.